# Buddy Games
Série Buddy Games
Buddy Games : Réveil printanier
(2023)
Pour plus de détails, voir Fiche technique et Distribution.
Buddy Games est un film américain réalisé par Josh Duhamel, sorti en 2019.

## Synopsis
Chaque année, Bob et ses amis participent aux Buddy Games, une série d'épreuves auxquelles ils participent pour devenir plus proches.

## Fiche technique
- Titre : Buddy Games
- Réalisation : Josh Duhamel
- Scénario : Josh Duhamel, Bob Schwartz et Jude Weng
- Musique : Alex Wurman
- Photographie : Luke Bryant
- Montage : Kenneth Marsten
- Production : Josh Duhamel, Michael J. Luisi et Jude Weng
- Société de production : The Long Game
- Société de distribution : Saban Films (États-Unis)
- Pays de production :  États-Unis
- Genre : Comédie
- Durée : 90 minutes
- Dates de sortie : 
  - États-Unis : 10 février 2019 (Mammoth Film Festival), 24 novembre 2020 (vidéo)
  - France : 4 février 2021 (Internet)

## Distribution
- Josh Duhamel (VF : Alexis Victor) : Bobfather
- Olivia Munn (VF : Olivia Nicosia) : Tiffany
- James Roday : Zane Rockwell
- Kevin Dillon : Doc
- Dan Bakkedahl : Shelly
- Sheamus : Thursty
- Dax Shepard : Durfy
- Nick Swardson : Bender
- Neal McDonough : lui-même
- Jensen Ackles (VF : Fabrice Josso) : Jack Durfy

## Accueil
Le film a reçu un accueil défavorable de la critique. Il obtient un score moyen de 22 % sur Metacritic.